# Championnat de France de rugby à XV de 2e division fédérale 2022-2023
Navigation
Fédérale 2 2021-2022 Fédérale 2 2023-2024
La saison 2022-2023 de Fédérale 2 voit s'affronter 96 équipes ; les phases de poule débutent le 11 septembre 2022 pour se terminer le 16 avril 2023, la finale ayant lieu en 25 juin 2023.

## Règlement

### Participants
Le championnat de France de division fédérale est disputé par 96 équipes, à l'exception des quelques relégations administratives et volontaires ainsi que des promotions compensatoires.
En raison de la saison inaugurale de Nationale 2, il n'y a pas de clubs relégués cette saison. Pour combler les vingt-quatre équipes promues en Fédérale 1 et le manque de clubs relégués, vingt-six équipes sont promues de Fédérale 3 :
- RC amiénois
- RC Andrézieux-Bouthéon
- RC Les Angles Gard rhodanien
- AS Monaco
- Avenir de Bizanos
- RC Bon-Encontre Boé
- 4 Cantons BHAP
- US Casteljaloux
- US castillonnaise
- SC decazevillois
- RC de la Dombes
- USEP Ger-Séron-Bédeille
- Rugby Grenade
- SC Leucate
- CS lédonien
- Coq léguevinois
- AS Mérignac
- Oursbelille Bordères RC
- Coop. Palavas Lunel
- Stade piscenois
- RC riomois
- Rion Morcenx CR
- Servian Boujan rugby
- Salanque Côte Radieuse
- CJF Saint-Malo
- RC Versailles

### Organisation initiale
Les équipes invitées à participer au championnat sont réparties dans 8 poules de 12 clubs, réparties par zone géographique. Les équipes de chaque poule sont opposées lors de matchs « aller » et « retour ».
A la fin de saison, huit équipes accèdent en Fédérale 1 tandis que seize équipes sont relégués en Fédérale 3.

## Phase finale

### Tableau final
Les quarts de finale ont lieu le 11 juin 2023. Les demi-finales ont lieu le 18 juin 2023. La finale a lieu le 25 juin 2023 à Fleurance,,,.
|  | Quarts de finale | Quarts de finale | Quarts de finale | Quarts de finale |            |            | Demi-finales | Demi-finales | Demi-finales | Demi-finales |  |  | Finale                   | Finale | Finale | Finale |
|  |                  |                  |                  |                  |            |            |              |              |              |              |  |  |                          |        |        |        |
|  |                  |                  |                  |                  |            |            |              |              |              |              |  |  | 25 juin 2023 - Fleurance |        |        |        |
|  |                  |                  |                  |                  |            |            |              |              |              |              |  |  |                          |        |        |        |
|  | SC Royannais     | SC Royannais     | 13               | 13               |            |            |              |              |              |              |  |  |                          |        |        |        |
|  | SC Royannais     | SC Royannais     | 13               | 13               |            |            |              |              |              |              |  |  |                          |        |        |        |
|  | UA Gaillac       | UA Gaillac       | 20               | 20               |            |            |              |              |              |              |  |  |                          |        |        |        |
|  | UA Gaillac       | UA Gaillac       | 20               | 20               | UA Gaillac | UA Gaillac | 34           | 34           |              |              |  |  |                          |        |        |        |
|  |                  |                  |                  |                  | UA Gaillac | UA Gaillac | 34           | 34           |              |              |  |  |                          |        |        |        |
|  |                  |                  | SC rieumois      | SC rieumois      | 14         | 14         |              |              |              |              |  |  |                          |        |        |        |
|  | 4 Cantons BHAP   | 4 Cantons BHAP   | SC rieumois      | SC rieumois      | 14         | 14         | 16           | 16           |              |              |  |  |                          |        |        |        |
|  | 4 Cantons BHAP   | 4 Cantons BHAP   |                  |                  |            |            |              | 16           |              |              |  |  |                          |        |        |        |
|  | SC rieumois      | SC rieumois      | 29               | 29               |            |            |              |              |              |              |  |  |                          |        |        |        |
|  | SC rieumois      | SC rieumois      | 29               | 29               | UA Gaillac | UA Gaillac | 6            | 6            |              |              |  |  |                          |        |        |        |
|  |                  |                  |                  |                  | UA Gaillac | UA Gaillac | 6            | 6            |              |              |  |  |                          |        |        |        |
|  |                  |                  | AS Layrac        | AS Layrac        | 17         | 17         |              |              |              |              |  |  |                          |        |        |        |
|  | AS Layrac        | AS Layrac        | AS Layrac        | AS Layrac        | 17         | 17         | 23           | 23           |              |              |  |  |                          |        |        |        |
|  | AS Layrac        | AS Layrac        |                  |                  |            |            |              |              |              |              |  |  |                          |        |        |        |
|  | Rion Morcenx CR  | Rion Morcenx CR  | 9                | 9                |            |            |              |              |              |              |  |  |                          |        |        |        |
|  | Rion Morcenx CR  | Rion Morcenx CR  | 9                | 9                | AS Layrac  | AS Layrac  | 21           | 21           |              |              |  |  |                          |        |        |        |
|  |                  |                  |                  |                  | AS Layrac  | AS Layrac  | 21           | 21           |              |              |  |  |                          |        |        |        |
|  |                  |                  | RC Courbevoie    | RC Courbevoie    | 16         | 16         |              |              |              |              |  |  |                          |        |        |        |
|  | RC Courbevoie    | RC Courbevoie    | RC Courbevoie    | RC Courbevoie    | 16         | 16         | 44           | 44           |              |              |  |  |                          |        |        |        |
|  | RC Courbevoie    | RC Courbevoie    |                  |                  |            |            |              | 44           |              |              |  |  |                          |        |        |        |
|  | Le Havre AC      | Le Havre AC      | 28               | 28               |            |            |              |              |              |              |  |  |                          |        |        |        |
|  | Le Havre AC      | Le Havre AC      | 28               | 28               |            |            |              |              |              |              |  |  |                          |        |        |        |
|  |                  |                  |                  |                  |            |            |              |              |              |              |  |  |                          |        |        |        |

## Bilan de la saison
| Poule   | Promus en Fédérale 1      | Relégués en Fédérale 3                  |
| ------- | ------------------------- | --------------------------------------- |
| Poule 1 | —                         | CS lédonien RC Metz                     |
| Poule 2 | SC Royannais              | FC Tournon Tain US Montélimar           |
| Poule 3 | UA Gaillac                | RC Saint-Sulpice Servian Boujan rugby   |
| Poule 4 | 4 Cantons BHAP            | RC Vichy SC Nègrepelisse                |
| Poule 5 | SC rieumois               | Coq léguevinois Avenir de Bizanos       |
| Poule 6 | AS Layrac Rion Morcenx CR | Stade hendayais SA Hagetmau             |
| Poule 7 | —                         | AS Saint-Junien RC La Baule             |
| Poule 8 | Le Havre AC RC Courbevoie | AC Boulogne-Billancourt Stade domontois |
| Total   | 6                         | 16                                      |

Le SC rieumois et 4 Cantons BHAP initialement promus en Fédérale 1 refusent la montée est restent donc en Fédérale 2,